# Richard Reitsamer
Richard Reitsamer (* 3. März 1901 in Freiburg im Breisgau; † 11. Juli 1944 in Bozen) war ein religiös motivierter Kriegsdienstverweigerer. Er wurde 1944 von den Nationalsozialisten hingerichtet. 

## Würdigung

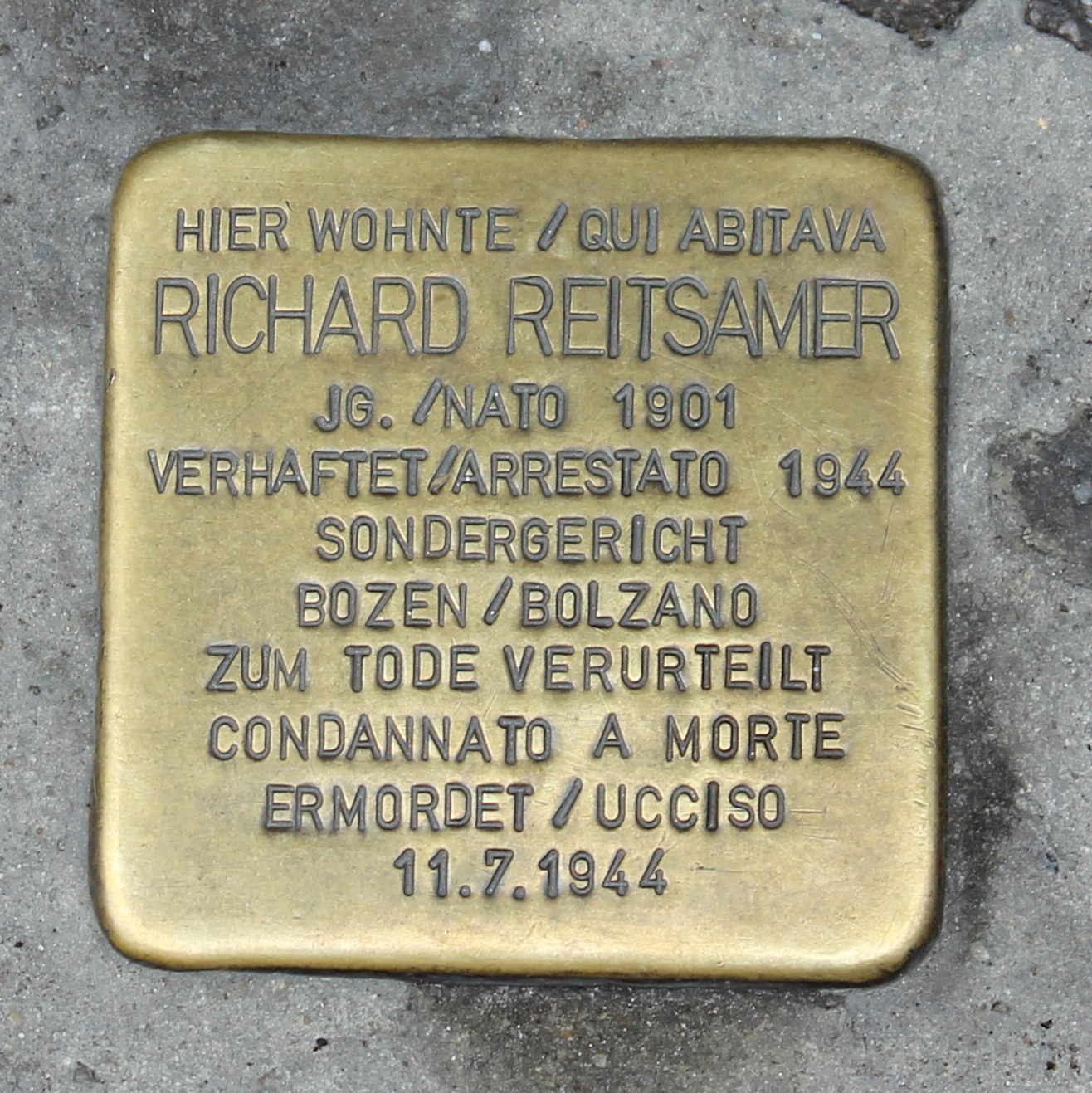
Stolperstein für Richard Reitsamer an der Laubengasse 71 in Meran

Nach dem Abschluss der Bürgerschule arbeitete Richard Reitsamer als Knecht auf Bauernhöfen. In der Gegend von Schaffhausen begegnete er einem Priester, der ihm zum geistlichen Vater wurde. In seiner Freizeit las er nun erbauliche Kleinschriften. Als er im Februar 1944 als Knecht auf dem Trenkwalderhof (bei Meran) den Gestellungsbefehl zur Wehrmacht erhielt, befolgte er diesen Befehl nicht. Vor dem Gericht berief er sich auf das Wort von Papst Pius XII.: „Mit Frieden ist nichts verloren, aber durch Krieg kann alles verloren gehen.“ Reitsamer legte das Bekenntnis ab: „Als gläubiger Katholik kämpfe ich nicht für Hitler.“ Das Bozener Sondergericht verurteilte ihn zum Tode. Der Gefängnisseelsorger erinnert sich: „In herbewegender Erbauung empfängt er die heiligen Sakramente und den päpstlichen Segen mit Generalabsolution. Dann kommt der traurige Augenblick; ich steige mit ihm auf den Todeswagen, und unter ständigem Gebet geleite ich ihn zum Hinrichtungsort, während er sich wie ein Kind mit seinem Körper an meinem leicht anschmiegt. Am Unheilsort angelangt, nehmen ihn zwei Soldaten unter den Armen, um ihn zum Pfahl zu führen und dort anzubinden. Nach zwei, drei Schritten reißt er sich los, kehrt zu mir zurück, küsst mir die Hände, und mit einem Lächeln auf den Lippen schickt er sich an, das Opfer zu vollbringen.“
Reitsamers Leichnam wurde auf dem Hauptfriedhof Bozen bestattet. Im Mai 1956 wurde dieses Reihengrab aufgelöst. Die sterblichen Überreste wurden in das Bozener Ossarium Nr. 4 gelegt.
Die katholische Kirche hat Richard Reitsamer im Jahr 1999 als Glaubenszeugen in das deutsche Martyrologium des 20. Jahrhunderts aufgenommen. Im Mai 2012 wurde für ihn ein Stolperstein in Meran verlegt.